# Возмущение айнов на Курилах (1771—1772)
Возмущение айнов на Курилах (1771 — 1772) — военные стычки айнов в 1771-1772 гг. с русскими купцами и сборщиками ясака, которые вели промысел «морских бобров» в родовых угодьях «мохнатых», на островах Уруп и Маканрур.

## Предшествующие события
Покорение и присоединение к России островов Шумшу и Парамушира первоначально не привело к резкому ухудшению положения местного населения. Ясачные сборщики, ездившие с Камчатки на Курильские острова, посещали только два северных острова и не делали попытки к «осмотру и покорению дальнейших». 
Подавляющее большинство населения Северных Курил было сосредоточено на острове Парамушире. В связи с тем, что данный остров не мог прокормить всех постоянно проживавших на нем айнов, они то «расходились за добычею кормов и для промыслов по разным островам», то возвращались обратно. Ясачные же сборщики, проникая все и дальше к югу и стараясь как можно больше найти новых плательщиков, часто вписывали в окладные книги уже ранее объясаченных жителей Парамушира. Чтобы удержать курильских айнов в повиновении, практиковался захват заложников.
«Тягостная уже сама по себе ясачная повинность и кроме того своеволие и грабежи, под видом взыскания собственных долгов, приезжавших за сбором ясаков, стали стеснительны для курильцов и были причиною, что эта горсть людей, для которых до того не существовали слова — подчиненность, закон, наказание — стали избегать сборщиков и вместе своих кредиторов». Под предлогом производства промыслов северокурильские айны покидали острова, находившиеся в сфере влияния России, и уходили далеко на юг (на Средние Курилы). Стремление вернуть «сошлых курильцев» (так называли беглецов) заставило российскую администрацию обратить внимание на Средние, а затем и Южные Курилы.
В 1767 году экспедиция с целью возвращения сошлых и «для уговора мохнатых в подданство» под руководством сотника Ивана Чёрного достигла Южных Курил.
Следуя от острова к острову в южном направлении, И. Черный отправлял обратно на север найденные им немногочисленные группы сошлых курильцев. На островах Расшуа и Ушишир им также были найдены беглые. Однако «опасаясь их многолюдства» И. Чёрный «не употреблял строгих мер к возвращению на прежнее место жительства и даже обещал оставить их в настоящих местах». Обрадованные обещанием сотника, сошлые курильцы не только заплатили ясак, но и согласились сопровождать И. Чёрного в его экспедиции на дальние острова.
Зиму 1767-1768 года отряд провел на Симушире. 2 июня 1768 года И. Чёрный добрался до Урупа. Вскоре ему удалось не только собрать ясак с находившихся там мохнатых курильцев, но и склонить в российское подданство приехавших на Уруп на промысел итурупских айнов. 11 июня отряд переправился через пролив и высадился на Итурупе. Здесь успех И. Чёрного превзошел все ожидания. Всего за одну неделю ему удалось склонить в российское подданство часть итурупских айнов, а также оказавшихся на этом острове двух жителей Кунашира.
18 июня 1768 года отряд И. Чёрного отправился обратно на север. При расставании главный тойон Итурупа обещал сотнику к следующему его прибытию привести в российское подданство айнов Кунашира, Шикотана и даже Матмая. При этом тойон попросил И. Чёрного ни в коем случае не ходить на восточное побережье острова Уруп. Ведь там находились промысловые угодья итурупских айнов, где они охотились на каланов. Сотник дал обещание. Однако он и не подумал его выполнять. Вместо того, чтобы следовать на Камчатку, И.Чёрный со всеми своими людьми остался зимовать на Урупе, где занялся промыслом каланов. Такое поведение привело к ссоре с мохнатыми курильцами.
Кроме того, во время зимовки 1768-1769 гг. в полной мере раскрылся неистовый характер руководителя экспедиции. И. Чёрный и раньше не отличался кротким нравом. Однако теперь, «гордый успехом приведения в подданство 83 мохнатых, Черный не знал пределов своему самовластию». Все участники похода были заняты на работах: строили избу для руководителя экспедиции, занимались добычей каланов, выделывали полозья из китовых костей, шили одежду. А в это время И. Чёрный «пил с избранными вино своего изделия и в безумии от опьянения или наказывал плетьми курильцов, или наслаждался сладострастными удовольствиями камчадала в составленном нарочно для него гареме».
9 мая 1769 года И. Чёрный наконец покинул Уруп и отправился дальше на север. В дороге истязание айнов было продолжено. Видя покорность и непротивление сошлых курильцев, И. Чёрный счел возможным не выполнять данное им обещание оставить их на дальних островах. Сошлых силой заставили следовать на север. Ответом на мольбы была поголовная порка как мужчин, так и женщин.
Необузданная жестокость и алчность И.Чёрного вызвали у подавляющего большинства курильских айнов (как сошлых, так и мохнатых) глубокое недоверие к русским и злобу против них. Это отношение вскоре было поддержано новыми случаями бесчинств и грабежей. В 1770 году вдоль Курильских островов совершило плавание судно купцов Протодяконова и Оконишникова «Святой Прокопий» под командой боцманмата А.Сапожникова. Остановившись на зимовку на Урупе, русские промышленники попытались взять у находившихся в то время на острове мохнатых курильцев ясак и заложников. В результате айны лишились не только добытых ими каланов, но и запасов продовольствия, и многих своих вещей. При этом один из айнских старейшин был убит.

Бесчинства промышленников на Урупе продолжались и в 1771 году. Исследователь Высоков М. С. приводит рассказ о нападении на айнское стойбище, составленный со слов очевидцев: 
«Несколько десятков русских ... прибыли сюда на лодках из кожи. Стреляя из ружей, они высадились на берег. Оставшиеся при домах женщины и дети разбежались тогда в разные стороны, слабые же по-прежнему оставались лежать в своих домах. Русские в числе нескольких десятков человек устремились на маленькие дома и забрали себе все найденные там предметы. Потом они отыскали спрятанные ... в песке драгоценные вещи и, не оставив ничего, все их захватили. Дальше ненужные вещи они все побросали в море и наконец возвратились на лодках».

## Военные действия
Захват российскими промышленниками наиболее богатых промысловых угодий на Урупе нанес сильный удар по хозяйству итурупских айнов. Ведь во многом благодаря охоте на каланов они имели возможность вести торговлю с японцами на Хоккайдо, приобретая у них многие необходимые товары. Поэтому итурупские айны приняли решение уничтожить всех находящихся в районах их промыслов русских. Для этого ими были заготовлены отравленные стрелы, собраны пики, к ножам были приделаны длинные рукоятки.
17 мая 1771 года с Шумшу выступил тюменский купец Яков Никонов, получивший разрешение следовать на дальние острова, куда доходил сотник Чёрный, для собирания с приведённых им в подданство мохнатых ясака и производства промыслов. Вместе с тем ему было поручено позаботиться и о возвращении оставшихся своевольно (вопреки воле Чёрного) на 14-м острове сошлых 21 человеке с их семействами. 21 июня того же года он пристал на 13-й остров, где застал сошлых, расселившихся на 13-м, 14-м и 15-м островах, которые пришли в ужас, ожидая встретить опять Чёрного. На 16-м острове Никонов нашёл артель компании Протодьяконова 9 человек, да штурманского ученика Измайлова и камчадала Паранчина с женой, оставленных там Бенёвским.
Весной 1771 года  передовщик Грачёв (компании Протодьяконова) собрал бывших на Семнадцатом острове сошлых и всех привёз в гавань на Уруп; отсюда вскоре он отправился с ними опять на 17-й остров для производства промыслов, но мохнатые совместно с сошлыми убили там на острове Маканрур Грачёва и бывших с ним 9 человек рабочих, а затем пришли на 18-й и тут убили ещё 4 человек из команды «Святого Прокопия»; следующею потом весною они убили в компании ещё 5 мужчин и 3 женщин. Оставшиеся в живых 18 человек под командой Сапожникова возвратились на «Святом Прокопии» 12 сентября 1772 года в Петропавловскую гавань с добычею 215 бобров и с потерею 21 человека.
Никонов же, по прибытии на 17-й остров в 1771 году, ушёл на островок Маканрур за промыслом сивучей на корм и там нашёл 8 человек русских, приколотых, лежавших на их постелях.  Заготовив корма из сивучей, он пошёл на 18-й остров и 21 сентября пристал к нему в одном удобном месте. Посланные в бывшее недалеко жильё мохнатых людей там не нашли, а принесли написанное на доске, знак, чтобы артели с 16-го и 17-го островов, приставши на Уруп, имели осторожность, потому что в компании (Протодьяконова) убиты 2 человека.
Никонов расположился на зимовку в 25 верстах от гавани на пустом, но удобном для промысла месте. Во время пребывания его на Урупе происходили большие несогласия между ним и Сапожниковым, мореходом компании Протодьяконова, который запрещал Никонову производить здесь промысел бобров на том основании, что он всё лето объезжал кругом остров и очистил его от неприятелей — мохнатых.
В 1772 году Никонов ушёл на остров Маканрур для промыслов сивучей, чтобы не умереть с голода. За ним туда затем же прибыл и Сапожников. Отсюда Никонов прошёл далее и зимовал на 13-м острове. Здесь сошлые, 34 человека, заплатили ясаки Никонову и провожали его со своими семействами до 7-го острова. На приглашение его возвратиться на родной свой 2-й остров, привыкшие уже издавна жить на свободе и большею частью непросвещённые святым крещением, они не согласились.

## Последствия
Сотник Иван Чёрный был отдан под следствие и скончался от оспы в Иркутске в 1772 году. По сведениям А. С. Полонского, принимавшие участие в беспорядках промышленники подверглись наказанию, а награбленное имущество было возвращено айнам через ближних (проживавших на ближних к Камчатке островах) соплеменников.
Тем не менее, бесчинства сотника И. Чёрного и промышленных людей боцманмата А. Сапожникова фактически привели к утрате Россией большинства своих позиций на Южных Курилах. Они почти на десятилетие отсрочили новые шаги по присоединению данного региона и, в конечном счете, привели к его потере для России.
По мнению Б. Ю. Кагарлицкого, в последовавшие годы правительству  стало ясно, что экономическая эксплуатация Курильских островов очень затратна, сбор «ясака» с курильских айнов не эффективен и лишь ведёт к сопротивлению местного населения. Поэтому айны в 1779 году указом Екатерины II были освобождены от государственных податей и ставка была сделана на превращение Курильских островов в торговый мост между Россией и Японией.